# Silvia Costa (athlétisme)
Pour les articles homonymes, voir Silvia Costa.
Silvia Costa (née le 4 mai 1964 dans la province de Pinar del Río) est une athlète cubaine, spécialiste du saut en hauteur.
Avec 2,04 m, franchis à Barcelone en 1989, elle détient encore en 2009, vingt ans après, le record d'Amérique du Nord et centrale.
10e ex aequo lors des Championnats du monde de 1983, elle se classe 4e en 1987, remporte la Coupe du monde de 1989, termine 6e des Jeux olympiques de 1992 et devient vice-championne du monde en 1993. Elle épouse Lazaro Martínez, médaillé d'argent sur 4 x 400 m.